# Список мемориальных досок Мещанского района
Список мемориальных досок Мещанского района — перечень памятных досок, установленных в Мещанском районе Центрального административного округа города Москвы.
Мемориальные доски наряду с памятниками архитектуры и скульптурными памятниками являются частью исторического и культурного наследия города, наиболее массовой формой увековечивания исторической памяти художественными средствами. До революции 1917 года в Москве насчитывалось не более 20 памятных досок. За прошедшие десятилетия их количество увеличилось в сотни раз. Особенно стремительный рост начался с 1950-х годов. Всего на начало 2020 года в Москве установлено около 1600—1800 памятных досок, 36 из которых — в Мещанском районе. 
Большинство досок Мещанского района выполнены из камня или металла. Чаще всего используются гранит, мрамор, бронза. Самая распространённая форма досок — прямоугольная, вытянутая по вертикали, реже — по горизонтали. Во многих случаях памятные доски — лишь плиты с текстом; тем не менее большинство из них помимо текста несут на себе разного рода изображения, в первую очередь портреты тех, кому они посвящены. 

## Легенда
- Посвящена — имя, годы жизни и род деятельности того, в память о ком установлена доска.
- Адрес — адрес здания, на котором установлена доска.
- Надпись — текст надписи на доске (орфография и пунктуация сохранены).
- Описание — цвет, материал и описание элементов доски.
- Авторы — имена авторов доски; если авторы не указаны в источниках, то в ячейке стоит знак «—».
- Год — год установки доски; если год не указан в источниках, то в ячейке стоит знак «—».
- Пр. — ссылки на источники и на элемент доски в «Викиданных» (в виде значка «»).

Список отсортирован в алфавитном порядке по адресу. Сортировка может проводиться по столбцам «Посвящена», «Адрес» и «Год». 

## Список
| Посвящена                                                                                 | Адрес                                   | Надпись | Описание                                                                         | Авторы                                                            | Год  | Пр.                  |
| ----------------------------------------------------------------------------------------- | --------------------------------------- | --- | -------------------------------------------------------------------------------- | ----------------------------------------------------------------- | ---- | -------------------- |
| Ларионовой А. Д. (1931—2000) Актриса                                                      | Банный переулок, 7, стр. 2              | В этом доме с 1993 по 2000 годы жила народная артистка России Ларионова Алла Дмитриевна | Доска из мрамора с гравированным портретом в овале и накладной вазой для цветов  | —                                                                 | 2001 | [ 9 ] [ 10 ]         |
| Васнецову В. М. (1848—1926) Художник                                                      | Переулок Васнецова, 13, стр. 1          | Художник Виктор Михайлович Васнецов жил в этом доме, построенном им по собственному рисунку, с 1894 года и умер в нём в 1926 году                                                                                               | Доска из серого гранита                                                          | —                                                                 | 1955 | [ 9 ] [ 11 ] [ 12 ]  |
| Дурову В. Л. (1863—1934) Артист цирка                                                     | Улица Дурова, 4, стр. 1                 | Здесь с 1908 по 1934 год жил и работал Владимир Леонидович Дуров | Доска из красного гранита с мозаичным портретом, выполненным из цветного мрамора | худ. В. А. Титов, Ю. П. Цыганов                                   | 1965 | [ 13 ] [ 10 ] [ 14 ] |
| Чичерину Г. В. (1872—1936) Государственный деятель                                        | Кузнецкий Мост, 21/5                    | В этом доме бывшем здании МИД СССР жил и работал с 1921 года по 1930 год народный комиссар по иностранным делам СССР Георгий Васильевич Чичерин                                                                                 | Доска из красного гранита                                                        | арх. А. С. Колобов                                                | 1987 | [ 13 ] [ 15 ]        |
| Карахану Л. М. (1889—1937) Государственный деятель                                        | Кузнецкий Мост, 21/5                    | Советский государственный деятель, дипломат Лев Михайлович Карахан работал в Народном комиссариате иностранных дел СССР с 1917 по 1937 год                                                                                      | Доска из красного гранита                                                        | арх. А. С. Колобов                                                | 1989 | [ 13 ] [ 16 ]        |
| Памяти ополченцев Народного комиссариата иностранных дел СССР                             | Кузнецкий Мост, 21/5                    | Победа будет за нами Памяти сотрудников комиссариата иностранных дел СССР, вступившим здесь 5 июля 1941 года в народное ополчение, чтобы преградить врагу путь к Москве. Вставай, страна огромная, Вставай на смертный бой      | Доска из бронзы сложной формы с рельефным многофигурным изображением             | ск. В. А. Суровцев арх. В. А. Сягин                               | 2014 | [ 13 ]               |
| Дзержинскому Ф. Э. (1877—1926) Государственный деятель                                    | Большая Лубянка, 11, стр. 1             | В этом здании с апреля 1918 года по декабрь 1920 года работал на посту председателя Всероссийской чрезвычайной комиссии Феликс Эдмундович Дзержинский                                                                           | Доска из красного гранита с бронзовым барельефным портретом                      | ск. О. К. Комов арх. Ю. Е. Гальперин, Ю. Д. Поташев               | 1967 | [ 17 ] [ 16 ] [ 18 ] |
| Памяти событий Октябрьской революции                                                      | Проспект Мира, 1                        | Здесь в 1917 году находились военно-революционный комитет и штаб Красной гвардии городского района | Доска из красного гранита с изображением красного знамени                        | —                                                                 | —    | [ 17 ] [ 19 ]        |
| Памяти событий Революции 1905—1907 годов                                                  | Проспект Мира, 10, стр. 1               | 1905―1925 г. В этом доме помещался профсоюз рабочих чаеразвесчиков в 1905―1906 гг. Мосгуботдел Союза пищевиков | Доска из мрамора с высеченным изображением пятиконечной звезды                   | —                                                                 | 1925 | [ 17 ] [ 20 ] [ 21 ] |
| Брюсову В. Я. (1873—1924) Поэт                                                            | Проспект Мира, 30, стр. 1               | В этом доме жил творчески работал и умер Валерий Брюсов поэт историк ученый член ВКП(б) 1873―1924 | Доска из мрамора с барельефным портретом                                         | ск. С. Д. Меркуров                                                | 1935 | [ 17 ] [ 22 ] [ 23 ] |
| Кузнецову М. С. (1846—1911) Промышленник                                                  | Проспект Мира, 41, стр. 1               | В этом доме с 1874 по 1911 гг. жил выдающийся российский фарфорозаводчик, предприниматель и меценат потомственный почетный гражданин Матвей Сидорович Кузнецов                                                                  | Доска из тёмно-красного гранита с бронзовым барельефным портретом                | ск. А. Н. Бурганов                                                | 2006 | [ 24 ] [ 16 ] [ 23 ] |
| Брюхоненко C. С. (1890—1960) Учёный                                                       | Проспект Мира, 51, стр. 1               | В этом здании с 1937 по 1960 год жил выдающийся советский физиолог и изобретатель Сергей Сергеевич Брюхоненко | Доска из серого гранита                                                          | ск. Л. А. Соколов, Л. Н. Маковский                                | 1969 | [ 24 ] [ 15 ] [ 25 ] |
| Памяти павших в Великой Отечественной войне Высоцкому В. С. (1938—1980) Деятель искусства | Проспект Мира, 68                       | В этом здании находилась школа № 273. Почти все выпускники военных лет ушли добровольцами на фронт, 51 выпускник школы погиб на Великой Отечественной войне. В 1945―1946 годах в этой школе учился поэт и артист В. С. Высоцкий | Доска из серого мрамора                                                          | —                                                                 | —    | [ 24 ]               |
| Кабанову П. А. (1897—1987) Военный деятель                                                | Проспект Мира, 70                       | Герой Социалистического Труда, начальник Главного управления Железнодорожных войск, генерал-полковник Павел Алексеевич Кабанов Жил в этом доме с 1945 по 1987 год                                                               | Доска из бронзы с барельефным портретом                                          | ск. Л. А. Семикопенко, И. В. Гуреев арх. К. Ашихмин               | 2016 | [ 24 ]               |
| Смирнову С. С. (1915—1976) Писатель                                                       | Проспект Мира, 74, стр. 1               | В этом доме с 1965 года по 1976 год жил и работал писатель и общественный деятель лауреат Ленинской премии Сергей Сергеевич Смирнов                                                                                             | Доска из красного гранита                                                        | арх. В. А. Климов                                                 | 1983 | [ 26 ] [ 22 ]        |
| Щепкину М. С. (1788—1863) Актёр                                                           | Неглинная улица, 6/2, стр. 1            | В этом доме с 1859 года по 1863 год жил великий русский артист Михаил Семенович Щепкин | Доска из белого мрамора                                                          | арх. С. И. Смирнов                                                | 1992 | [ 26 ] [ 10 ]        |
| Ермоловой М. Н. (1853—1928) Актриса                                                       | Неглинная улица, 6/2, стр. 1            | Здесь училась выдающаяся русская актриса народная артистка РСФСР Мария Николаевна Ермолова | Доска из белого мрамора                                                          | арх. А. Т. Полянский, С. И. Смирнов                               | 1983 | [ 26 ] [ 10 ] [ 27 ] |
| Киселю, А. А. (1859—1938) Педиатр                                                         | Орлово-Давыдовский переулок, 2а, стр. 1 | В этом доме жил и работал выдающийся советский врач профессор Александр Андреевич Кисель | Доска из бронзы с барельефным портретом                                          | ск. В. Н. Никифоров арх. Н. Г. Минаев                             | 1968 | [ 28 ] [ 15 ] [ 29 ] |
| Люльке, А. П. (1908—1984) Учёный                                                          | Протопоповский переулок, 6              | В этом доме с 1974 по 1984 год жил генеральный конструктор авиационных двигателей, Герой Социалистического Труда, лауреат Ленинской и Государственных премий СССР академик Архип Михайлович Люлька.                             | Доска из металла с барельефным портретом                                         | ск. М. О. Лушников арх. В. С. Кубасов                             | 1987 | [ 28 ] [ 15 ]        |
| Кулиджанову, Л. А. (1924—2002) Кинорежиссёр                                               | Протопоповский переулок, 6              | В этом доме с 1975 по 2002 год жил выдающийся кинорежиссер, народный артист СССР Кулиджанов Лев Александрович | Доска из металла                                                                 | —                                                                 | —    | [ 28 ]               |
| Станиславскому, К. С. (1863—1938) Режиссёр, актёр и педагог                               | Пушечная улица, 9/6, стр. 1             | В этом здании Константин Сергеевич Станиславский в 1891 году осуществил первые режиссерские работы в спектаклях Общества искусства и литературы                                                                                 | Доска из серого гранита                                                          | арх. А. П. Мелихов                                                | 1963 | [ 28 ] [ 10 ] [ 30 ] |
| Ишкову, А. А. (1905—1988) Государственный деятель                                         | Рождественский бульвар, 12/8, стр. 1    | Видный государственный деятель Герой Социалистического Труда Министр рыбного хозяйства СССР Ишков Александр Акимович работал в этом здании с 1962 по 1979 годы                                                                  | Доска из серого гранита с бронзовым барельефным портретом                        | арх. Ф. М. Согоян                                                 | 2006 | [ 31 ]               |
| Венявскому, Г. (1835—1880) Музыкант                                                       | Рождественский бульвар, 12/8, стр. 1    | Генрик Венявский Польский скрипач композитор педагог жил в этом здании в 1880 году в период последней гастрольной поездки по России                                                                                             | Доска из бронзы с барельефным портретом в 3/4 роста со скрипкой на фоне нот      | ск. А. М. Финский                                                 | 2006 | [ 31 ]               |
| Бедному Д. (1883—1945) Поэт                                                               | Рождественский бульвар, 16, стр. 1      | Здесь с 1933 г. по 1943 г. жил и работал пролетарский поэт Демьян Бедный /Е. А. Придворов/ | Доска из чёрного гранита с бронзовым барельефным портретом                       | арх. Д. Д. Стреляев                                               | 1958 | [ 32 ] [ 22 ] [ 33 ] |
| Ленину В. И. (1870—1924) Государственный деятель                                          | Садовая-Сухаревская улица, 11           | В этом доме 17 мая 1919 года Владимир Ильич Ленин выступил с речью на 5 московском чрезвычайном уездном съезде Советов | Доска из красного гранита                                                        | арх. Ю. Е. Гальперин                                              | 1970 | [ 32 ] [ 19 ] [ 34 ] |
| Памяти событий Великой Отечественной войны                                                | Сретенка, 11                            | Здесь в суровые дни Великой Отечественной войны ― в июле 1941 года ― была сформирована 13 дивизия народного ополчения | Доска из серого и красного гранита с изображением автомата                       | арх. Н. Г. Минаев                                                 | 1967 | [ 32 ] [ 35 ] [ 36 ] |
| Юдину С. С. (1891—1954) Хирург                                                            | Б. Сухаревская площадь, 3, стр. 1       | Здесь работал с 1928 года по 1954 год выдающийся советский хирург Сергей Сергеевич Юдин | Доска из серого гранита с барельефным портретом                                  | ск. М. П. Оленин арх. В. В. Калинин                               | 1967 | [ 22 ] [ 37 ]        |
| Памяти событий Великой Отечественной войны                                                | Б. Сухаревская площадь, 3, стр. 1       | В этом здании с первых дней Великой Отечественной войны 1941-1945 гг. размещался госпиталь для раненых воинов Советской армии                                                                                                   | Доска из белого мрамора                                                          | арх. А. А. Усачёв                                                 | 1966 | [ 38 ] [ 35 ] [ 39 ] |
| Ленину В. И. (1870—1924) Государственный деятель                                          | Б. Сухаревская площадь, 3, стр. 2       | В этом здании Владимир Ильич Ленин в марте 1906 года участвовал в конспиративном заседании Замоскворецкого райкома РСДРП | Доска из серого гранита с барельефным портретом                                  | ск. О. К. Комов, Ю. Л. Чернов арх. Ю. Е. Гальперин, Ю. Д. Поташев | 1965 | [ 38 ] [ 16 ] [ 40 ] |
| Демихову В. П. (1916—1998) Учёный                                                         | Б. Сухаревская площадь, 3, стр. 2       | Выдающийся ученый-трансплантолог Владимир Петрович Демихов 1916―1998 работал в НИИ скорой помощи им. Н. В. Склифосовского с 1960 по 1986 г.                                                                                     | Доска из белого мрамора с барельефным портретом                                  | —                                                                 | —    | [ 38 ]               |
| Петрову Б. А. (1898—1973) Хирург                                                          | Б. Сухаревская площадь, 3, стр. 4       | Здесь с 1927 года по 1973 год работал профессор хирургии академик Академии медицинских наук СССР Борис Александрович Петров | Доска из серого гранита с бронзовым барельефным портретом                        | ск. М. А. Ногин арх. А. А. Савин                                  | 1978 | [ 38 ] [ 15 ] [ 41 ] |
| Бернесу М. Н. (1911—1969) Деятель искусств                                                | М. Сухаревская площадь, 1, стр. 1       | В этом доме с 1954 по 1969 год жил и работал народный артист России Марк Бернес | Доска из бронзы с горельефным портретом                                          | ск. А. И. Благовестнов арх. В. А. Климов                          | 1996 | [ 42 ] [ 43 ]        |
| Памяти событий Великой Отечественной войны                                                | Улица Щепкина, 38, стр. 1               | В этом здании в июле 1941 года формировались части дивизии народного ополчения Дзержинского района города Москвы, грудью ставшие на защиту Родины в годы Великой Отечественной войны                                            | Доска из белого известняка                                                       | —                                                                 | 1968 | [ 42 ] [ 35 ]        |
| Комарову В. М. (1927—1967) Лётчик-космонавт, дважды Герой Советского Союза                | Улица Щепкина, 38, стр. 1               | В этой школе с 1935 по 1941 г. учился дважды Герой Советского Союза летчик-космонавт инженер-полковник В. М. Комаров Погиб при завершении испытательного полета 24 апреля 1967 года                                             | Доска из белого мрамора                                                          | —                                                                 | 1968 | [ 42 ] [ 16 ] [ 44 ] |
| Памяти событий Великой Отечественной войны                                                | Улица Щепкина, 61/2, стр. 11            | В этом здании в годы Великой Отечественной войны 1941―1945 гг. находился эвакогоспиталь № 5020 | Доска из красного мрамора с изображением пятиконечной звезды                     | —                                                                 | 1980 | [ 45 ] [ 35 ]        |
| Высоцкому В. С. (1938—1980) Деятель культуры                                              | Улица Щепкина, 38, стр. 24              | Здесь 25 января 1938 г. родился Владимир Высоцкий | Доска из металла                                                                 | —                                                                 | 1996 | [ 45 ] [ 22 ]        |
| Скороходов Дмитрий Всеволодович - главный криптограф "Свой-чужой"                         | проспект Мира 76                        | главный криптограф системы опознавания России "Свой-чужой" жил в этом доме с 1956 по 2005 год | Доска из бронзы                                                                  | Филипп Трушин                                                     | 2021 |                      |